# Magnus Nicolai (Stjernkors)
Magnus Nicolai, kallas också som biskop i Åbo Magnus III, enligt släktbakgrund (Stiernkors)  och enligt släktens frälsehemman (Särkilax), född ca 1435, död 1500, domprost och biskop i Åbo stift.

## Biografi
Magnus Nicolai föddes ca 1435 som son till riksrådet Nils Olofsson till Särkilax i Tövsala och Elin Nilsdotter Tavast. Hans bakgrund var förmögen och därtill var han nära släkt med biskop Magnus II Tavast i Åbo. Han blev baccalaureus i Paris 1455, blev magister troligen 1457 och återvände till Finland omkring 1460. Här verkade han som den påvlige legaten Marinus de Fregenos ombud och avlatsförsäljare och erhöll 1463 Helga lekamens prebende vid domkyrkan i Åbo. 

### Vistelsen i Rom
Från sommaren 1465 till sommaren 1466 vistades Magnus i Rom. Han knöt då viktiga kontaker och bekantade sig med praktiken vid den påvliga centralförvaltningen, kurian. Hans första konkreta åtgärd där var att skaffa ett avlatsbrev till förmån för dem som besökte Sankta Katarinas altare i Åbo domkyrka. Han vidtog också genast åtgärder för att få sin utnämning till tjänsten vid Helga Lekamens kapell godkänd av påven. Samtidigt anhöll han om befrielse från residenstvånget i tjänsten under sin vistelse i Rom. Magnus hade redan år 1460 varit involverad i en anhållan från två åboborgare om påvligt tillstånd i en fråga som kunde vara ett hot mot kyrkotukten. I Rom bistod han några andra personer i Åbo stift med motsvarande anhållanden. Magnus liksom många andra vid påvehovet höll utkik efter lediga kyrkliga tjänster och gjorde några halvhjärtade försök att få tjänster som han trodde var tillgängliga i Norge och Sverige. I juli 1466 fick Magnus veta att domprosten i Åbo, Henricus Frese, hade avlidit och anhöll då om att få tjänsten. Han anhöll också om att få behålla kyrkoherdetjänsten i Virmo och vikariatet vid Helga Lekamens altare. Påven accepterade hans anhållan och Magnus kunde slutföra ärendet genom att betala de avgifter som hörde till. På återresan från Rom erhöll Magnus av kejsar Fredrik III i Graz titeln lateransk pfalzgreve, vilket gav honom rätt att utnämna offentliga notarier.

### Reformarbetet inom Åbo stift
Som domprost och biskop i Åbo stärkte Magnus domkapitlets ställning och reformerade kyrkans arbetssätt. Hans insatser kan inte alltid skiljas från biskop Konrad Bidz eller domprosten Laurens Suurpääs medverkan men Magnus måste ha varit en stark drivande kraft. Från omkring 1469 inleddes byggandet av Åbo domkyrkas Alla helgons kor längst i öster i kyrkan. För korets verksamhet arbetade Magnus starkt genom att under åren 1469-1494 köpa jordegendomar till altarstiftelsen, vars stadgar påven godkände år 1485. År 1474 antogs statuter för domkapitlet som bl.a. bestämde att kapitlet skulle sammanträda regelbundet och att dess beslut skulle registreras. En följd av beslutet var tillkomsten av Åbo domkyrkas svartbok och Biskop Magnus Nilssons kopiebok. Domkyrkans gudstjänstliv reglerades genom en klockarregel av år 1482. Enligt norsk modell instiftades ett dekanämbete och ett ärkepresbyterämbete samt en prästkommun, en samhushållning för kaniker, korpräster och gamla präster. År 1494 bestämdes ytterligare att domkapitlets medlemmar var skyldiga att bo i staden så att domkapitlet ostört kunde arbeta året om. År 1488 trycktes i Lybeck mässboken Missale Aboense, den första enkom för finskt bruk tryckta boken. Följande år förbjöds djäknegången som hade väckt anstöt. År 1492 utfärdades synodalstatuter som poängterade själavårdens, botgöringens och biktens betydelse. Magnus ville också tolka det påvliga påbudet att prästerna skulle kunna folkspråket som finska och att Fader Vår och Ave Maria skulle läsas på detta språk.

### I rikets tjänst
Redan i Rom hade Magnus antagligen förstått att det politiska läget i hemlandet hade svängt så att han drog bort sitt stöd från unionskungen Kristian I. I stället stödde han den Tottska gruppen, som i Sverige 1467 förde Karl Knutsson till kungatronen för tredje gången och Sten Sture till riksföreståndare år 1470. Biskop Konrad Bidz valde att stöda unionskungen och måste därför göra avbön för att ha blandat sig i den världsliga maktkampen. Påven gjorde Magnus till sin penitentiarie i frågan och biskopen fick  förödmjuka sig inför sin domprost. 
Som representant för riksrådet och sitt stift deltog Magnus 1488 i förhandlingar med Tyska orden på Prästholmen vid Raseborg. Mötets resultat var ett samarbetsavtal gentemot de ryska expansionssträvandena. Efter Konrad Bidz död 1489 valde Åbo domkapitel i mars Magnus Nilsson till ny biskop. Den påvliga bekräftelsen gavs i juli samma år. Biskopsvigningen skedde i Uppsala på midsommardagen 1490. Samma år hölls  ett möte rum i Åbo där Sten Sture, kejsarens legat i Moskva Georg von Thurn, påvens nuntie i Sverige Antonius Mast och Magnus deltog. Mötet blev dock ur svensk synvinkel resultatlöst.
Förhållandena mellan riksledningen och kyrkan höll just under denna tid på att skärpas. Sten Sture ansåg att det var kyrkans skyldighet att bära sin andel av upprustningen på grund av eventuella anfall från Danmark och Ryssland. Kyrkan åter ansåg att riksföreståndaren var på väg att bli en alltför mäktig härskare, mäktigare än den ur landet fördrivne unionskungen. Sten Sture erhöll 1491 från påven förslagsrätt vid biskopstillsättningar i Linköpings, Strängnäs och Åbo stift men Magnus uppfattade detta som ett uttryck för tyranni. Magnus motsatte sig också att herr Sten försökte ge sina kansliklerker underhåll från församlingar i Åbo stift. I östfrågan hade herr Sten att beakta ett inrikespolitiskt tryck och hotet från unionskungen. 
År 1493 föreslog Magnus för herr Sten att Ryssland borde införlivas med den västeuropeiska kyrkan. Samma år ratificerade herr Sten Prästholmsmötets allians med Tyska Orden mot Ryssland. Ryssland däremot slöt ett förbund med Danmark mot Sverige och Sten Sture. Det svenska riksrådet slöt 1494 ett förbund som syftade till att lösa unionsfrågan och att binda herr Sten till riksrådets politik. Följande år bröt dock kriget med Ryssland ut. Magnus försummade ingen möda att stöda krigsinsatsen trots Sten Stures tveksamma hållning. År 1496 ankom en korstågsbulla från påven men den hade ingen större betydelse. Krigets utgång 1497 blev för Magnus en stor besvikelse eftersom Nöteborgsfreden 1323 med gamla gränser åter erkändes samtidigt som Åbo stifts tillgångar drastiskt hade minskats.
Magnus Nicolai blev 1489 biskop i Åbo, vilket ledde till att han blev riksråd. Han var en nitisk biskop som med stränga seder och hård styrning försökte upprätta prästeståndets sjunkande anseende. Han avled i Åbo den 12 mars 1500.